# 大蔵貢

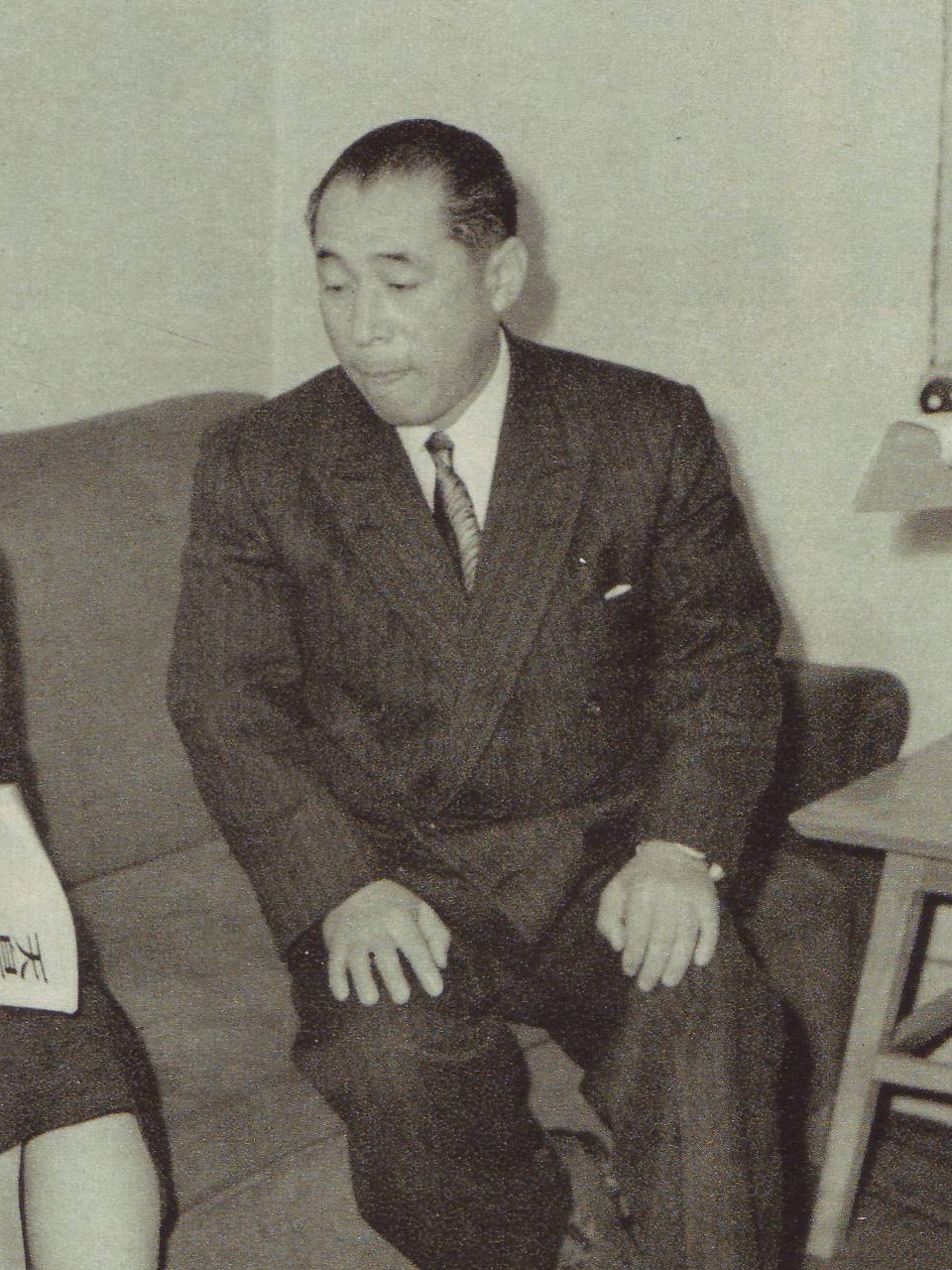
大蔵貢（1957年）

大蔵 貢（おおくら みつぎ、1899年〈明治32年〉11月22日 - 1978年〈昭和53年〉9月15日）は、活動写真の弁士、新東宝社長、大蔵映画社長。歌手の近江俊郎の実兄。

## 来歴
1899年11月22日、長野県西筑摩郡吾妻村南沢（現・木曽郡南木曽町）にて生まれる。のちに下伊那郡清内路村（現・阿智村）に移る。父親は栃の木材で椀などを削って売る木地師をしており、転住を繰り返す生活で、「将来、畳のある家に住めるとは思わなかった」と述懐するほど貧しかったという。兄弟は9人いたが、うち5人は貧しさの中で死んでいった。家族は東京に移転するが家計は相変わらず苦しく、これを助けるため小学校に通いながら働いた。

### 活動映画弁士となる
大蔵によれば「小学校を四年で卒業し」、13歳で活動写真の弁士となった。好色なトークや、チャールズ・チャップリンの映画をチャップリンそっくりのメイクと衣装で解説するなどの工夫が受け、頭角を現す。無声映画は弁士次第でヒットすると言われ､スター俳優より弁士の稼ぎは凄かった。その後、映画界が無声映画からトーキーへと移行するのを見越して収入を蓄財し、映画館の買収並びに経営に乗り出す。
徳川夢声のように弁士の多くが漫談等に転向したのに対し、大蔵は実業家への道を選んだ。貧しさの中で育った大蔵は弁士時代から、「金を貯めるにはまず使わないこと」、「女買いをしないこと、煙草を呑まぬこと、骨身を砕いて働き、一分の暇でも読書し勉強すること。生活に必要以外の金はすべて蓄えること、積んだら下ろさぬこと、芸の向上に魂を打ち込むこと」を座右の銘としていて、弁士時代、肺結核の先輩弁士が食べ残した弁当を自分の昼食代わりにしたほどの倹約ぶりだった。大蔵は、成功してからもこの信念を曲げなかった。
のちに新東宝社長となってから、弁士時代の名口上を披露することがあったが、その語り口は絶品だったと伝えられている。東京都台東区浅草の浅草寺わきにある弁士塚は、大蔵が弁士時代の盟友たちを顕彰するために日本映画大手5社に呼びかけて1958年に建立したものである。

### 映画館興行主となる
弁士で稼いだ金で目黒の目黒キネマを買収したことを皮切りに下番線の三流映画館を次々に買収して財を成す。毎朝､チェーン館の支配人たちが前日の売上を麻袋に入れ､大蔵邸に集合するとソロバン片手に夫人がピーナッツ袋一つの売上まで厳しくチェックしたという。麻布の松竹の下番線館を買収したのを機に、大谷竹次郎の知遇を得る。弁士時代にハリウッド映画に通じた大蔵は、当初は高級なハリウッド映画を上映したが、これが全くの不評で、投資額の半分に及ぶ大赤字を出す。
この経験から大蔵は「郷に入れば郷に従え」と反省し、高級な洋画から庶民的な邦画に上映作品を変えたところ、大成功。こうして東都随一の映画興行師となった1936年、経営難に喘ぐ日活が常務に迎える。大阪の森田佐吉と共に、東宝・松竹の両社から狙われた日活の自主再建のため中立的な存在として経営に当たったものだが、実は既述の通り大谷と通じていたため利益相反行為で執行停止処分を受け、辞任を余儀なくされた。戦後、「日活常務」のため、公職追放となる。

### 新東宝社長となる

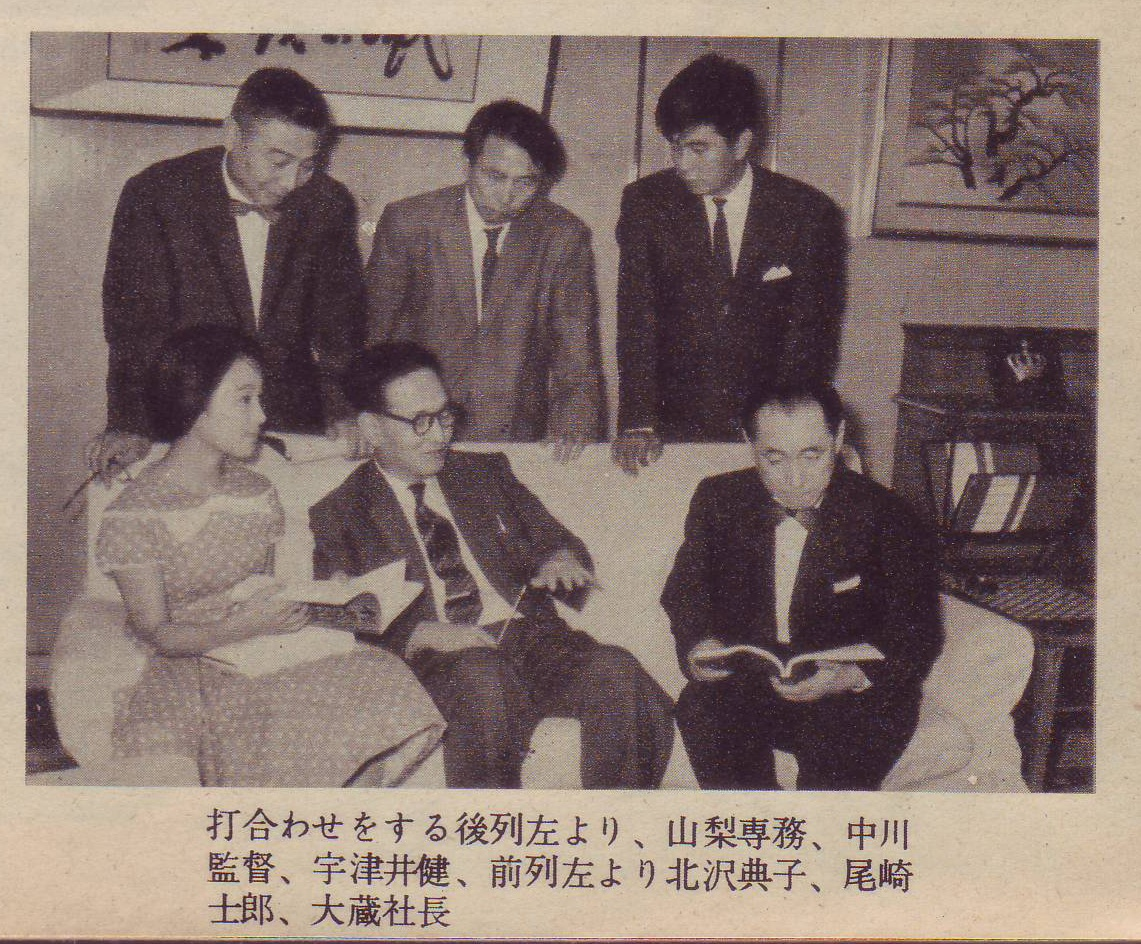
『雷電』（1959年）の打ち合わせ（前列右が大蔵）

その後も、映画館を複数所有し、大手映画会社すべての有力株主となる。1955年、新東宝の株主総会での発言がキッカケとなり、同社社長の田邊宗英から後任社長に迎えられる。就任は同年12月29日。大蔵は外部から有名監督やスターを招く同社の文芸大作路線を改め、中堅、若手の内部スタッフ、俳優を使った企画第一主義にシフト。特に低予算の猟奇怪談お色気といった「エロ・グロ路線」が鮮明となったのは1957年あたりからである。徹底的なリストラとこの「エロ・グロ路線」によって新東宝創建当時の監督や俳優たちには去られたが、社長就任わずか半年後で新東宝の経営は黒字転換。
1957年、大蔵は新東宝の制作姿勢について、次のように語っている。
「一部の階級のみに迎合するがごとき芸術作品は敬遠し、一にも二にも、多くの大衆に基盤を置く作品を制作の根本姿勢としたい。これを以て新東宝カラーとしたいと考えております。」
大蔵は映画スターの人気にあやかる「スターシステム」を批判し、「名企画無くして興行の成功はあり得ない」と唱え、「映画は企画」と論じて譲らなかった。「エロ・グロ路線」についても、「不況の時代に百発百中、損をしないのはあの方法しかない」と述べている。
一方で話題性を持つ作品づくりを目指すという名目で、当時最大のタブーだった天皇を主役とする映画にも挑戦。嵐寛寿郎に明治天皇を演じさせた渡辺邦男監督『明治天皇と日露大戦争』は大蔵の思惑通り日本映画史上最大のスキャンダルともてはやされて、興行配収7億円（当時）という大ヒットを記録する。また1959年には日教組の勤務評定闘争をモチーフとする『闘争の広場』、1960年には関東大震災の混乱下で起きた朝鮮人虐殺をモチーフとする『大虐殺』というシリアスな映画にもGOサインを出している。『闘争の広場』の脚本を担当した宮川一郎は「これが当時の新東宝でどうしてOKになったのかよく分らない（笑）。大蔵さんは珍しく「いい脚本（ホン）だからやれ」って言うしね。ある意味キワモノだから当ると思ったんじゃないかな」
と述べており、企画次第では左翼的主題の映画にもGOサインを出す柔軟性も持ち合わせていた。
徹底的なワンマン体制を敷いた経営者と誹りを受けるが、その実体は大蔵自身が企画第一主義を標榜した通り、監督やスターの知名度ではなく企画の面白さで集客を狙うという、映画作りの最も基本的なポイントを押さえたものであった。

### 相次ぐスキャンダル
大蔵は『一にスピード、二にもスピード、三はすなわちタイムイズマネー』の標語を撮影所内いたるところに張り出させ、黒塗りのキャデラックで部課長総出の出迎えを受けて出社。月に二回、箱根と熱海に「監督会」として監督たちを集めて宴会を開いた。女優を妾にし、近江俊郎に監督をさせる身内贔屓をしたり、「監督会」ではポンと祝儀をはずみ「＊＊踊れ｣と芸者扱いした。銀座のバーなどに女優を呼び、接待などもさせていた。
また前田通子、高倉みゆき、池内淳子ら新東宝専属の女優達に「エロ・グロ路線」のなか、他社には見られない扇情的な役柄を与えた。映画各社のなかで新東宝の興行は最下位となっていたが、興行成績の上位はすべて「エロ・グロ路線」だった。新東宝にはこの路線しか生き残る道は無かったのである。
もっとも大蔵が自社の女優を手当たり次第、物色していたため物議を醸していたことから、催眠術を操れた丹波哲郎は大蔵と会食した際、大蔵の愛娘に催眠術を掛けてやると持ちかけた。慌てて大蔵は止めてくれと頼んだものの、これは丹波が大蔵の公私混同する姿勢に、催眠術を掛けて逆に娘を物色するぞと皮肉ったものだった。
1957年、『金毘羅利生剣』で主演女優の前田通子が、加戸野五郎監督から「着物の裾をまくれ」と指示されこれを拒否。前田が志村敏夫監督と恋愛関係があったのが拒絶の理由とされるが、大蔵はこれに激怒。両者を即時に首にしている。この年9月19日には1億円を横領した嫌疑で警察から一斉捜査を受ける。大蔵は連日警察の厳しい取り調べを受けたが、結局一人の逮捕者も出さずに不起訴となっている。
1960年、高倉みゆきとの関係について「女優を2号(妾)にしたのではなく、2号を女優にしたのだ」と発言し、ワンマンぶりを誇示した。大蔵は土居通芳監督がお気に入りで、この土井監督、高倉両者での主演作が多く、この高倉の重用を妬む声はあったが、大蔵と高倉の関係については社内では知る者もいなかったという。

### 新東宝の倒産
このワンマンぶりから新東宝は次第に赤字体制となり、1960年に「ニュー東映」との資本合併を画策する。社名を「新東映」にするところまで話が進んでいたが、大川博の「会長・大蔵、社長・大川」との提案に対し、大蔵が社長の座に固執したこと、また東映との交渉と並行して日活にも合併を持ちかけていたことで、11月2日に交渉は決裂してしまう。
このなか、大蔵が「第二撮影所」を新東宝の下請け会社で事実上大蔵の所有である「富士映画」に売却していたことが発覚。労組は「大蔵退陣」を掲げて24時間ストを2回決行。11月30日に社長を解任された。新東宝は再建をめざすが、後任社長もわずか4カ月で辞任するなど混迷が続き、1961年に6月に倒産。制作部門の一部は東宝のもとで「国際放映」として存続を図ることとなる。

### 大蔵映画の設立
1962年、大蔵は「富士映画」と「大和フィルム」を統合し、「大蔵映画株式会社」を設立する。事実上新東宝時代の“明治天皇三部作”の総集編である70ミリ超大作『太平洋戦争と姫ゆり部隊』と『明治大帝御一代記』に巨額の資金を傾注する。膨大な人馬のエキストラなどは今なお語り草であるが、前者は小森白が、後者は大蔵自身が全体の監督、新撮部分は小林悟と渡辺邦男が演出した演出の弱体や大作を受け止める興行網の不在から大赤字となる。大蔵映画ではプロデューサー体制は採らず、大蔵自身がすべての脚本を読み細かいチェックや指示を出していた。
その後、何本かの怪談映画等を経てピンク映画専門の会社になるが、これは本意では無かったと語っている。
1978年9月15日、急性肺炎のため死去。78歳没。大蔵は死の床でも企画書や脚本を広げ、手を入れていた。

## 人物
大蔵同様、「ワンマン社長」で鳴らした大映映画の永田雅一とは個人的に懇意で知られ、大蔵映画時代に製作した『太平洋戦争と姫ゆり部隊』（小森白監督）では、永田から70mm映画用の撮影機材を借りてこれを製作している。新東宝就任時には「永田ラッパ」ほどではないが、社内最大の第五スタジオで「再建するから俺に任せろ」と挨拶したという。大蔵が逝去した際に葬儀委員長を務めたのは永田だった。
もともと活動弁士上がりで映画が大好きだったこともあり、企画から撮影まで、現場に事細かく足を運び、チェックを加えた。ことにナレーションの部分になると弁士時代の得意の文体で自ら赤鉛筆で修正を加えた。現場介入の細かさに、小川欽也や石川義寛ら当時の監督たちは反発もしたというが、「一見するとワンマンだが、とにかく映画が好きな人だった」と述懐していて、「経営者としてはいただけないが、人物は良い」と口をそろえている。大蔵自身は資産家であり、赤字体制の映画製作を無理に続ける必要はなかった。「大蔵が新東宝を駄目にした」という意見についても、先述の小林ら当時のスタッフは「ワンマンだったが、どちらにしろテレビ時代になって、映画産業そのものがジリ貧だったため、倒産までの時期が少し伸びただけで、避けられないことだったろう」と述べている。
「女優を芸者扱いした」、「妾を女優にした」などと、醜聞がらみで語られることも多い大蔵であるが、池内淳子に『花嫁吸血魔』で怪物役を演らせて「嫌がらせをした」との噂については、小林悟、小川欽也、高橋勝二ら当時のスタッフが三人とも「ほんとうに嫌がらせするんなら給料だけ払って主演などさせないだろう」と述べ、これを全面否定している。池内の復帰は、池内本人が新東宝に持ちかけたもので、大蔵の「いいよ」との返事で成ったものである。
また「ケチ」のイメージで語られることの多い大蔵だが、興行師としての経歴から、むしろ気前が良かった。映画が当たればスタッフに「これで何か食べて」と10万円（当時）をぽんとはずんだり、来客があると必ず「お小遣い」として1万円（当時）を渡すのが決まりだった。この風習は息子の大蔵満彦にも受け継がれている。「エロ・グロ」路線への移行や「ピンク映画」の大量生産を押し出したが、このなかでも基本は「大衆娯楽」に徹し、常に「道徳」を根底に置くよう現場に徹底させていたという。
大蔵は題名を考案する際、「内容が理解されやすいこと」を留意し、『憲兵とバラバラ死美人』のような『○○と○○』の題名パターンを多用。『怪談バラバラ幽霊』、『花嫁吸血魔』といった猟奇的なもの、女子プロレスの映画に『相打つ肉体・赤いパンツ』というような「お色気」要素を加えた扇情的なタイトルをつけるなどの手法は、若い世代の観客を呼び込むのに大いに役に立った。映画題名を三段に分け、あたかも三本立てのように見せたり、白黒映画に部分カラーを挿入して「天然色/オークラ・カラー」と題したのも大蔵ならではの興行手法だった。『女真珠王の復讐』（1956年）では、前田通子が「日本初の（後ろ姿の）オール・ヌード」を披露してこれも話題となった。
洋画の弁士だったこともあり、洋画や外国の知識に豊富だったことから海外の映画を積極的に輸入・公開した。ロシアの伝説上の英雄イリヤ・ムーロメッツを知っていたことから、映画『豪勇イリヤ 巨竜と魔王征服』（1956年、ソ連）を公開したほか、『原始怪獣ドラゴドン』（1956年、米）も大蔵が選んで公開したものだった。
「蛇の夢を見たから今度の映画はヒットするぞ」といったふうに、縁起を担ぐのが好きだった。映画に蛇を出す趣向を好み、大蔵映画の怪談では、直々の指示で必ず蛇を話に絡ませた。撮影用の蛇は、撮影所の裏の空き地で捕まえてきて、撮影が終わると「ありがとうございました」と酒を飲ませて放していた。洋画の選定試写でも、蛇が切られる描写のある『幽霊屋敷の蛇淫』（1962年、伊・仏）を即決で購入している。『残酷幽霊』で蛇を切るシーンでは、「絶対だめだ、斬るな」と命じ、仕方なくスタッフは鰻を買ってきて蛇の皮を被せて撮ったという。
大蔵映画時代になると購入予算が低いため、必然的に配給作品も値段の安いB級映画になっていった。「B級映画の巨匠」と呼ばれるロジャー・コーマン監督のAIP第一回監督作品である『あらくれ五人拳銃』（1954年、米）を大蔵映画で買い付けたのがきっかけで、AIPからコーマンのB級怪奇・SF映画を盛んに輸入し、公開している。こういったB級映画を短縮カットし、大蔵は自社作品と3本立てにして『世界お化け大会』などと銘打ち、「見世物興行」の感覚で公開していた。
このように興行のスタイルはすべて「見世物小屋」であり、これは元・活動弁士である大蔵が望むところだった。「お盆はお化け」との方針から毎年夏には必ず『納涼お化け大会』として「怪談映画」を量産。中川信夫などのベテラン監督に活躍の場を与え、石井輝男や小森白などの監督を育ててもいる。
大蔵の片腕を務めた内藤憲一によると「吉川映二」の筆名で『新平家物語』という春本を著し、自費出版したことがあった。特に趣味の無かった大蔵にとっては春本作りが最後の道楽だったという。